# Poláris mérés

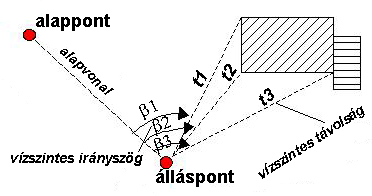
A poláris mérés elvi vázlata

A poláris mérés a geodézia egyik alapművelete. Elve a polárkoordináták rendszerén alapul, egy térképezendő pont síkbeli koordinátái alapesetben egy szögméréssel és egy távolságméréssel rögzíthetők. A pontos szögmérő műszerek (teodolit) kifejlesztésével a 18. században kezdett terjedni. A távolságmérést eleinte mérőszalagokkal oldották meg, majd a tachiméter feltalálásával az irányzással egy időben a távolságot is közvetlenül le lehetett olvasni az irányzótávcsőben. Később lézeres távmérőegységeket rögzítettek a teodolithoz, ma pedig a mérőállomás a legáltalánosabb megoldás, amely a szöget és távolságot egyszerre rögzíti. A mérőállomásos poláris mérést még a GPS-technológia sem tudta kiszorítani.
A poláris méréshez két ismert koordinátájú pontra van szükség. Az egyik pontban („álláspont”) felállítva a teodolitot a másikra („alappont”) tájékozó irányt mérünk. A tájékozó irány és a mérendő pont szögtávolsága adja a vízszintes irányszöget. A teodolitok egy részénél az osztottkör nem nullázható, ezért a tájékozó irányszöget le kell vonni a ponton mért szögből a szögtávolsághoz. Az álláspontról a mérendő pontra távolságot mérve minden szükséges adat megvan a pont koordinátáinak kiszámításához.
A poláris mérés az ortogonális mérést, vagyis a derékszögű koordináta-rendszert váltotta fel a geodéziában. Előnyei hozzá képest, hogy műszeresen mérhető, nagyobb pontosságot garantál. A mérőszalag teljes kiküszöbölése, a lézeres távmérők alkalmazása lehetővé tette, hogy a geodéziai mérések a centiméteres pontossági tartományba érjenek, sőt a mérnökgeodézia egyes területein mm-es élességű mérések történnek. Egy műszerállásból több pontot lehet mérni, könnyebb az ellenőrzése. A poláris mérés többszörözése a sokszögelés, a pontkapcsoláshoz leggyakrabban alkalmazott geodéziai mérési módszer.